# Le Chasseron
Le Chasseron (1607 m n.p.m.) – szczyt w szwajcarskiej części gór Jura, położony w kantonie Vaud, ok. 5 km na północny wschód od miejscowości Sainte-Croix.

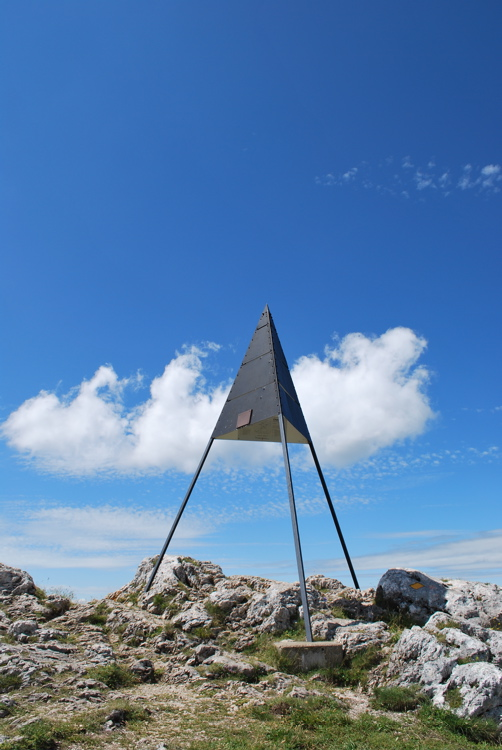
Znak geodezyjny

Szczyt ma formę wielkiej wychodni skalnej, zbudowanej z potężnych warstw wapieni, podciętej urwiskami z jednej i łatwo dostępnej z drugiej strony. Partie szczytowe pokryte są łąkami górskimi. Na szczycie trójnożny znak geodezyjny.
Le Chasseron charakteryzuje się bogactwem flory i fauny, chronionych szczególnie w utworzonym w jego masywie rezerwacie przyrody Vallon des Dénériaz. Występują tu m.in. kozice, świstaki, głuszce i kilka gatunków dużych ptaków drapieżnych.
Z racji swego ukształtowania szczyt stanowi doskonały punkt widokowy, bardzo licznie odwiedzany przez turystów. Dookolna panorama obejmuje widoki m.in. na znaczną część Wyżyny Szwajcarskiej, duże fragmenty samej Jury oraz na łańcuch Alp od Titlisu aż po masyw Mont Blanc. Tuż poniżej szczytu znajduje się hotel górski (L'hôtel du Chasseron; noclegi i restauracja). Wysoko w masyw Le Chasseron wiedzie publiczna droga jezdna z Sainte-Croix, zakończona parkingiem na wysokości górnej granicy lasu, skąd już tylko ok. 20 min. pieszo na szczyt.
Wapienne zerwy pod szczytem są popularnym obiektem wspinaczki skałkowej, oferującym szereg dróg wspinaczkowych o długości do 50 m i trudności do 7a. Pionierami wspinaczki w masywie Le Chasseron byli Armand Martin i Edmond Margot z Sainte-Croix, którzy w 1928 r. jako pierwsi pokonali szczytowe urwisko tej góry.